# Melithaea rugosa
Melithaea rugosa is een zachte koraalsoort uit de familie Melithaeidae. De koraalsoort komt uit het geslacht Melithaea. Melithaea rugosa werd in 1889 voor het eerst wetenschappelijk beschreven door Wright & Studer. 